# Soroczyno (rejon postawski)
Soroczyno (biał. Сарочына; ros. Сорочино) – wieś na Białorusi, w obwodzie witebskim, w rejonie postawskim, w sielsowiecie Juńki.

## Historia
W czasach zaborów wieś i dobra w granicach Imperium Rosyjskiego.
W dwudziestoleciu międzywojennym dwie wsie i zaścianek a następnie wieś, leśniczówka i smolarnia leżały w Polsce, w województwie wileńskim, w powiecie duniłowickim (od 1926 postawskim), w gminie Mańkowicze (od 1927 gmina Hruzdowo).
Według Powszechnego Spisu Ludności z 1921 roku zamieszkiwało:
- zaścianek Soroczyno – 23 osoby, 13 było wyznania rzymskokatolickiego a 10 prawosławnego. Jednocześnie 7 mieszkańców zadeklarowało polską a 16 białoruską przynależność narodową. Były tu 4 budynki mieszkalne[4].
- wieś Soroczyno I – 24 osoby, 4 były wyznania rzymskokatolickiego a 20 prawosławnego. Jednocześnie wszyscy mieszkańcy zadeklarowali białoruską przynależność narodową. Były tu 4 budynki mieszkalne[4].
- wieś Soroczyno II – 29 osób, 6 było wyznania rzymskokatolickiego a 23 prawosławnego. Jednocześnie 5 mieszkańców zadeklarowało polską a 24 białoruską przynależność narodową. Było tu 6 budynków mieszkalnych[4].

Wykaz miejscowości wyróżnia wieś, smolarnię i leśniczówkę. W 1931 zamieszkiwało:
- wieś – w 11 domach 51 osób[5].
- leśniczówkę  – w 1 domu 9 osób[5].
- smolarnię  – w 1 domu 6 osób[5].

Miejscowości należały do parafii rzymskokatolickiej w Hruzdowie i prawosławnej w Mańkowiczach. Podlegały pod Sąd Grodzki w Postawach i Okręgowy w Wilnie; właściwy urząd pocztowy mieścił się w Mańkowiczach.
W 1938 roku miejscowości należały do gromady Mańkowicze gminy Hruzdowo.
Po agresji ZSRR na Polskę w 1939 roku miejscowości znalazły się w granicach BSRR. W latach 1941–1944 była pod okupacją niemiecką. Następnie leżała w BSRR. Od 1991 roku w Republice Białorusi.